# Fabregas (chanteur)
Pour les articles homonymes, voir Fabregas.
Fabregas, né Fabrice Mbuyulu né le 13 juin 1987 à Kinshasa, est un chanteur, auteur-compositeur-interprète, danseur et  producteur congolais. Il lance son propre label, Wanted Records, en 2015. Il quitte en 2015 le groupe Wenge Musica Maison Mère de l'artiste Werrason.

## Biographie

### Enfance et début (1987-2007)
Fabrice Mbuyulu naît le 13 juin 1987 à Kinshasa en République démocratique du Congo. Il grandit dans la commune de Matete. Il est issu d'une famille de cinq enfants.
Il commence sa carrière musicale en tant que chanteur à la paroisse Saint Alphonse. 
En 2001, il surprend ses professeurs ainsi que ses camarades de classe en interprétant un vocal solo d'Adjani Sesele dans la chanson 13 ans de Werrason>.
Entre 2002 et 2003, il intègre un groupe de rue nommé Rue de son. Il y chante et joue le rôle d'atalaku (animateur), mais ses parents sont contre le fait qu'il fasse de la musique. Nono Fudji, qui était aussi un membre de ce groupe, intègre Wenge BCBG de JB Mpiana et propose également à Fabrice d'intégrer l'orchestre Génération A en effectuant un test chez Alain Mpela mais Fabrice, étant quelqu'un de très timide, ne s'y rend pas comme prévu. Il intègre ensuite un groupe de musique nommé La Vignora Esthétique de Dakumuda Newman. 
En 2005, il décide d'effectuer un test chez Alain Mpela pour intégrer l'orchestre Génération A. Mais le jour où il arrive, l'orchestre répète en vue d'un concert important, et les gardes du corps ne le laissent pas entrer.
Il échoue à son baccalauréat du fait d'être souvent dans la rue à jouer de la musique avec différents groupes. Ses parents n'avaient pourtant décidé de le laisser pratiquer la musique comme un métier à plein temps seulement s'il obtenait son baccalauréat. Il l'obtient finalement en 2006, et fait son entrée dans le nouveau groupe d'accompagnement de Fally Ipupa qui vient de commencer sa carrière solo.

### Parcours chez Wenge Musica Maison Mère (2007-2011)
Fin 2007, il effectue un test à la Zamba Playa (lieu de répétition de Wenge Musica Maison Mère) et interprète la chanson Azmak de Werrason ; ce dernier le recrute au sein du groupe. Il adopte le nom de scène Fabregas sur une plaisanterie d'Héritier Watanabe, après être venu à une répétition avec le maillot du joueur de foot Fabregas qui évolue à Arsenal.
En 2008, le groupe sort l'album Temps Présent "Mayi ya Sika", il obtient seulement deux vocaux dans Le Représentant de Déplick et Chantal Bis de Werrason. Il participe aux concerts de Werrason au Zénith de Paris.
C'est en 2009 que le talent de Fabregas est réellement révélé au grand public. Quand sort l'album Techno Malewa Sans Cesse vol. 1, Werrason le laisse interpréter intégralement la chanson Diego Music, le plus grand succès de l'album avec le générique.
En mars 2010, il joue pour la 2e fois au Zénith de Paris avec Werrason et Wenge MMM.
Le 11 juin 2011, Werrason, WMMM, Fally Ipupa, Magic System et d'autres artistes participent à la nuit africaine au Stade de France. Fabrice, étant devenu un membre permanent du groupe, participe également au concert. La même année sort Techno Malewa suite et fin ; cette fois-ci, il interprète en grande partie la chanson Mystère écrite et composée par Elliot Mondombe, le compositeur de Nostalgie interprété par Ferre Gola et Héritier Watanabé en 2000. Après la sortie de cet album, il quitte le groupe et commence sa carrière solo.

### Carrière solo (depuis 2012)
Il se lance en 2012 dans une carrière solo et sort son premier projet, Amour Amour, composé de 14 titres. Le titre Bololé est le plus grand succès de l'album
.  
Fin 2013, il sort la version collector de l'album avec deux titres de plus. 
Fin 2014, il sort l'album Anapipo qui connaît un grand succès et le fait connaître dans toute l’Afrique, notamment grâce à son tube Mascara contenant la danse Ya Mado,. Le tube Mascara est interdit de diffusion en RDC par la commission nationale de censure qui juge la danse Ya Mado comme étant "vulgaire".
En 2016, il sort un double album intitulé Je Pense (Poison et Antidote) qui contient au total 38 titres (20 pour Poison et 18 pour Antidote). L'album est couronné d'un double disque d'or en octobre 2016,.
Il annonce au début de mois de mars 2017 qu'il produit l'album Cursus de son orchestre Light Music Villa Nova. Le 18 mai sort le single Zigida issu de l'album qui connaît un certain succès en Afrique. L'album sort le 2 juillet 2017, et il sort les singles de Materazzi : Amour Passionnel, But na Filet : Mauvais temps, Thierry Mugler : Reporter et Jonathan Licompa : Julie Kithima. Il sort d'autres clips de l'album en 2018.
Le 8 décembre 2018, il annonce sur son compte Instagram que son 4e album s'intitulera Cible et sort deux singles, Bis Encore et Roulage, le 21 décembre.

## Discographie
Single avec Sony Music
- 2020 : Brenda [ pour l’album RADAR - Urbain ]

### Albums solo
- 2012 : Amour Amour
- 2014 : Anapipo
- 2016 : Je Pense (Poison et Antidote)
- 2019 : Cible : Mise à jour
- 2023 : Gomme

### Album avec Light Music Villa Nova
- 2017 : Cursus
- 2024 : University

### Albums avecWenge Musica Maison Mère
- 2008 : Temps Présent "Mayi ya sika"
- 2009 : Techno Malewa Sans Cesse vol. 1
- 2011 : Diata Bawu (Maxi-Single)
- 2011 : Techno Malewa Sans Cesse suite & fin Featurings x Colaboration
- Projet en commun avec Claudia BAKISA intitulé STORY ( Maxi-Single ) 2022
- Les inséparables (Album en commun avec Deplick Pomba) 2024

## Récompenses
- 2015 : Ndule Award 2015, meilleur album pour Anapipo et meilleure chanson pour La Bouche Autorisée (Bo Ngai)[11],[12]
- 2019 : African Talent Award , Côte d'Ivoire, Abidjan (Catégorie Meilleure Voix africaine)